# Serie A 1980-1981 (pallamano maschile)
La Serie A 1980-1981 è stata la 12ª edizione del torneo di primo livello del campionato italiano di pallamano maschile.

Esso venne organizzato dalla Federazione Italiana Giuoco Handball.

Il torneo fu vinto dalla Pallamano Trieste per la 4ª volta nella sua storia.

A retrocedere in serie B furono l'Handball Club Rimini, la Pallamano Rubiera, il Tor di Quinto e l'Handball Club Conversano.

## Formula
Il torneo fu disputato con la formula del girone unico all'italiana con partite di andata e ritorno.

Al termine della stagione, la prima squadra classificata fu proclamata campione d'Italia, mentre le ultime quattro classificate furono retrocesse in serie B.

## Squadre partecipanti
| Città                | Club                          | Palasport | Sponsor          | Stagione precedente      |
| -------------------- | ----------------------------- | --------- | ---------------- | ------------------------ |
| Bologna              | Handball Club Bologna 1969    |           | Mercury          | 8ª in Serie A 1979-1980  |
| Bolzano              | Südtiroler Sportverein Bozen  |           | Volksbank        | 10ª in Serie A 1979-1980 |
| Bressanone (BZ)      | Südtiroler Sportverein Brixen |           | Birra Forst      | 7ª in Serie A 1979-1980  |
| Cassano Magnago (VA) | Cassano Magnago H.C.          |           | Acciaierie Tacca | 6ª in Serie A 1979-1980  |
| Conversano (BA)      | Handball Club Conversano      |           | Edilarte         | Serie B 1979-1980        |
| Rimini               | Handball Club Rimini          |           | Fabbri           | 11ª in Serie A 1979-1980 |
| Rimini               | Pallamano Rimini              |           | Jomsa            | 3ª in Serie A 1979-1980  |
| Roma                 | CUS Roma                      |           | Banco di Roma    | 5ª in Serie A 1979-1980  |
| Roma                 | Roma Pallamano                |           | Edizioni Eldec   | 9ª in Serie A 1979-1980  |
| Roma                 | Pallamano Tor di Quinto       |           |                  | Serie B 1979-1980        |
| Rovereto (TN)        | Handball Club Rovereto        |           |                  | Campione d'Italia        |
| Rubiera (RE)         | Pallamano Rubiera             |           |                  | Serie B 1979-1980        |
| Teramo               | Teramo Handball               |           | Campo del Re     | 4ª in Serie A 1979-1980  |
| Trieste              | Pallamano Trieste             |           | Cividin          | 2ª in Serie A 1979-1980  |

## Classifica
|  | Pos. | Squadra          | Pt | G  | V  | N | S  | GF  | GS  | D    | Note                                        |
|  | ---- | ---------------- | -- | -- | -- | - | -- | --- | --- | ---- | ------------------------------------------- |
|  | 1.   | Trieste          | 48 | 26 | 23 | 2 | 1  | 652 | 431 | +221 | Qualificato alla Coppa dei Campioni 1981-82 |
|  | 2.   | Cassano Magnago  | 46 | 26 | 22 | 2 | 2  | 652 | 515 | +137 | Qualificato alla Coppa delle Coppe 1981-82  |
|  | 3.   | Brixen           | 42 | 26 | 19 | 4 | 3  | 619 | 500 | +119 | Qualificato alla IHF Cup 1981-82            |
|  | 4.   | Rovereto         | 35 | 26 | 16 | 3 | 7  | 461 | 419 | +42  |                                             |
|  | 5.   | Pallamano Rimini | 27 | 26 | 12 | 3 | 11 | 533 | 522 | +11  |                                             |
|  | 6.   | Roma Pallamano   | 26 | 26 | 12 | 2 | 12 | 494 | 491 | +3   |                                             |
|  | 7.   | CUS Roma         | 25 | 26 | 11 | 3 | 12 | 581 | 587 | -6   |                                             |
|  | 8.   | Teramo           | 24 | 26 | 10 | 4 | 12 | 482 | 528 | -46  |                                             |
|  | 9.   | Bologna 1969     | 21 | 26 | 9  | 3 | 14 | 490 | 566 | -76  |                                             |
|  | 10.  | Bozen            | 20 | 26 | 9  | 2 | 15 | 530 | 582 | -52  |                                             |
|  | 11.  | H.C. Rimini      | 19 | 26 | 8  | 3 | 15 | 537 | 608 | -71  | Retrocesso in Serie B 1981-82               |
|  | 12.  | Rubiera          | 13 | 26 | 6  | 1 | 19 | 533 | 577 | -44  | Retrocesso in Serie B 1981-82               |
|  | 13.  | Tor di Quinto    | 9  | 26 | 4  | 1 | 21 | 429 | 586 | -157 | Retrocesso in Serie B 1981-82               |
|  | 14.  | Conversano       | 9  | 26 | 4  | 1 | 21 | 414 | 555 | -141 | Retrocesso in Serie B 1981-82               |

## Campioni
| Campione d'Italia 1980-1981 |
| --------------------------- |
| Pallamano Trieste 4º titolo |